# Mafongo/Hobona
Mafongo/Hobona est une ville du Botswana.